# Sverigefinnar
Sverigefinnar (finska: ruotsinsuomalaiset) är en finskspråkig nationell minoritet i Sverige, det vill säga personer bosatta i Sverige som har finska som modersmål. 2016 fanns omkring 719 000 personer med finländsk bakgrund i Sverige (personer som själva, eller vars ena eller båda föräldrar, eller en mor- eller farförälder är födda i Finland). Detta antal omfattar dock både sverigefinnar och sverigefinlandssvenskar. 
Sverigefinnar är en av Sveriges officiella nationella minoriteter. Den finska som talas av sverigefinnar brukar ibland kallas för sverigefinska.

## Historia
Migrationen mellan dagens Finland och Sverige (inklusive internmigrationen mellan Sveriges östra och västra rikshalva fram till 1809) har varit omfattande sedan förhistorisk tid, exempelvis över bottniska viken. Stockholm som huvudstad lockade folk också från andra sidan Ålands hav. 
Många svedjebrukande savolaxare flyttade västerut. Spår av inflyttade skogsfinnar finns i Svealand och Norrland, där så kallade finnmarker eller finnskogar uppstått sedan 1500-talet. De började komma som svedjejordbrukare från senare delen av 1500-talet till skogsbygder i södra Norrland och Mellansverige, och gav upphov till finnskogar i Sverige, men de har inte bevarat sitt finska språk. Efter det att sverigefinnarna i dessa områden assimilerats till majoritetssamhället, har nya grupper av finsktalande kommit till Sverige, främst under andra halvan av 1900-talet.

## Antal
På grund av att Sverige saknar en allmän språkstatistik går det inte att få exakta uppgifter om invånarnas språkliga och/eller etniska tillhörighet. Därför är det omöjligt att ange något exakt tal för hur många sverigefinnar som det finns i dagsläget i Sverige. Genom åren har det dock gjorts en del uppskattningar av antal finsktalande och invandrare från Finland till Sverige. 
- Företaget Radioundersökningar AB intervjuade 30 000 svenskar under 2005 och 5,2 procent av dessa uppgav sig tala eller förstå finska eller meänkieli, vilket utslaget på hela befolkningen blir cirka 470 000 personer.[3]
- I slutet av 2008 fanns det enligt SCB 436 000 personer födda i Finland eller med minst en förälder född i Finland, det vill säga sverigefinländare (sverigefinnar och sverigefinlandssvenskar). Räknar man in den tredje generationen (med minst en mor- eller farförälder född i Finland) uppgick antalet sverigefinländare till 675 000 personer.  [4] Av dessa cirka 675 000 sverigefinländare i första, andra och tredje generationen skulle alltså antalet sverigefinnar uppgå till cirka 505 000 och antalet sverigefinlandssvenskar till cirka 170 000.
- Enligt uppskattningar 2004 från Finskt språk- och kulturcentrum på Mälardalens högskola av Eric De Geer skall antalet finskspråkiga personer i Sverige (sverigefinnar) uppgå till cirka 260 000 personer, motsvarande 2,9 % av befolkningen.[5] De Geer utgår från att i runda tal 80 procent av de finlandsfödda härstammar från den finskspråkiga språkgruppen i Finland, samt att 75 procent av barnen med två finskspråkiga föräldrar och 40 procent med en finskspråkig förälder är finskspråkiga.
- Enligt rapporten Sveriges språk – vem talar vad och var? av lingvist Mikael Parkvall, utgiven 2009 av institutionen för lingvistik vid Stockholms universitet, är antalet invånare i Sverige som i dagsläget talar finska på modersmålsnivå cirka 210 000.[6] Rapporten menar att De Geer (se ovan) överskattat de finskspråkigas andel av invandrarna från Finland. Mikael Parkvall uppskattar att 75 % av invandrarna från Finland härstammar från den finskspråkiga språkgruppen i Finland, det vill säga finnarna. Av alla genomförda undersökningar torde lingvisten Mikael Parkvalls rapport vara den allra mest genomtänkta.[källa behövs] I denna siffra ungår uppskattningsvis 15 000 svenskar med meänkieli som modersmål år 2012.
- Läsåret 2011/12 anmälde 8 372 (1,0%) elever i grundskolan att de har finska som modersmål,[7] vilket gör finska till det sjätte största minoritetsspråket i Sverige bland barn i grundskoleåldern. Läsåret 2006/2007 deltog 37 % av de berättigade i modersmålsundervisning på finska.[8]
- Som en jämförelse kan det nämnas att enligt Statistiska centralbyrån fanns det 2019 i Sverige sammanlagt 404 742 personer i Sverige som antingen själva är födda i Finland eller som har minst en Finlandsfödd förälder (finskspråkig eller finlandssvensk). Av dessa var 144 561 födda i Finland och 62 306 födda i Sverige av två finländska föräldrar. [9]

## Nationell minoritetsstatus
Sverigefinnarna fick nationell minoritetsstatus den 1 april 2000. Detta ger rätt att använda finska hos förvaltningsmyndigheter och domstolar i de geografiska områden där "språken har använts av tradition och fortfarande används i tillräcklig omfattning" (förvaltningsområdet för finska). Dessa områden omfattade ursprungligen fem kommuner i Norrbotten och Lappland (Gällivare, Haparanda, Kiruna, Pajala  och Övertorneå), vilka 1 januari 2010 för finska utökades med ytterligare arton kommuner i södra Sverige (Botkyrka, Eskilstuna, Gävle, Hallstahammar, Haninge, Huddinge, Håbo, Köping, Sigtuna, Solna, Stockholm, Södertälje, Tierp, Upplands Väsby, Upplands-Bro, Uppsala och Älvkarleby, Österåker, Östhammar) och den 1 maj 2010 med ytterligare tre (Borås, Surahammar och Västerås). Göteborg ingår sedan 2011 i Förvaltningsådet för finska. År 2013 utökades det med ytterligare nio kommuner, året därpå (2014) med fyra, ytterligare ett år senare (2015) med två och sedan 2017 med fyra och slutligen 2019 med två kommuner.
Det innebär bland annat följande:
Den enskilde har rätt att använda finska i kontakterna med förvaltningsmyndigheter och domstolar. Rätten är begränsad till ärenden som rör myndighetsutövning. Myndigheten ska ge muntliga svar på finska. Förskoleverksamhet och äldreomsorg på finska ska också erbjudas.
Aktivister inom de sverigefinska leden har funnits sedan länge, och kampen för att höja finskans status i Sverige har också pågått sedan länge. Speciellt Carl Axel Gottlund, som brukar kallas för sverigefinnarnas apostel, var utmärkande för den finska saken i Sverige. Redan 1830 grundades den första sverigefinska föreningen i Stockholm av Gottlund där alla finnar i Sverige, inräknat svedjefinnar, oberoende av medborgarskap var välkomna. Vid sidan om att fungera som en klubb för gemensam trevnad, hade föreningen som syfte att befrämja det finska språket och litteraturen i Sverige. 
Idén om finska förvaltningsområden är gammal, och förslag på finska som officiellt språk i Värmland var något som skogsfinnarna med Gottlund i spetsen kämpade för länge. Men arbetet för att verka för ett finskspråkigt Värmland bar ingen frukt, då motståndet från den centrala makten i riket var kompakt.
Sverigefinnarna har allt sedan den stora inflyttningen på 1950-talet och framåt fört en aktiv kamp för finskans status i Sverige. Sedan 2000 kan man skönja en identitetspolitik som går ut på att sverigefinnarna mer och mer skapar sig en egen identitet, bortom invandraridentiteten. Detta kan synas i att man sedan 2007 har en sverigefinsk flagga. Sedan 2010 har sverigefinnarna dessutom en egen "nationaldag", den 24 februari, även kallad Gottlunds dag.

## Finskhet i Sverige

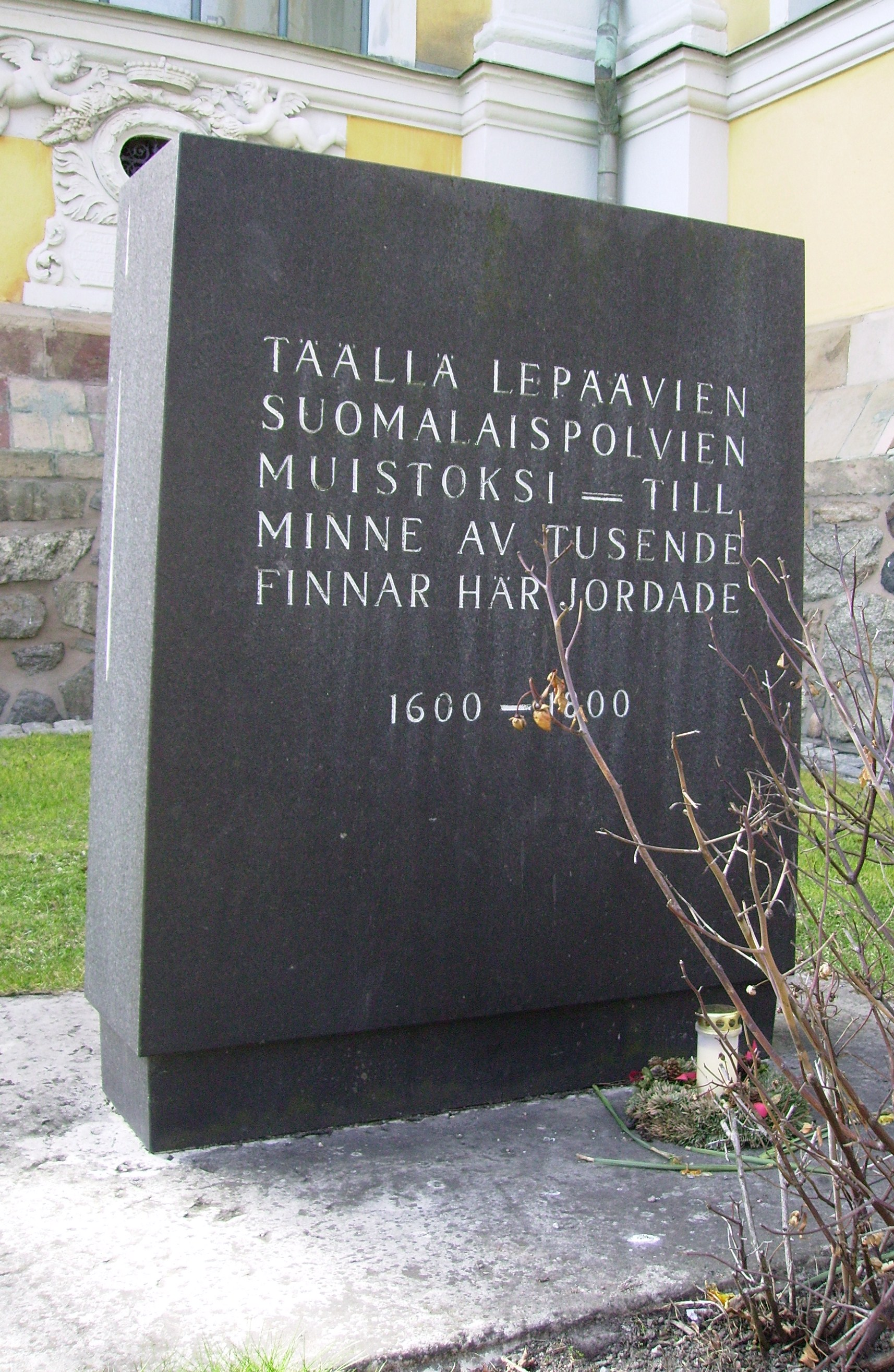
Minnessten över tusende finnar jordade på Katarina kyrkogård i Stockholm 1600-1800

Finskheten i Sverige kan ur migrationssynpunkt delas in i åtminstone fem grupper:
- Tornedalsfinnar, som bodde i Tornedalen innan Finland avskildes från Sverige.
- Finnar som migrerat från den östra hälften av Sverige till den västra hälften före 1809. En specifik grupp var skogsfinnar, vilka kom som svedjebrukande bönder från Savolax. De flyttade från östra Finland till barrskogsbygder i västra rikshalvan, framför allt i södra Norrland och västra Värmland från slutet av 1500-talet. Det finska språket levde länge kvar inom dessa grupper, men försvann på några generationer i och med landsbygdens omvandling, urbaniseringen och den svenska språkpolitiken. Användningen av finska av skogsfinnarna upphörde förmodligen i slutet av 1960-talet.[10]
- Finsktalande som invandrat efter 1809. De utgör i dag en majoritet av sverigefinnarna i Sverige. De flesta av dessa har invandrat efter 1954, då passfrihet och arbetsfrihet infördes inom Norden.
- De finländska krigsbarnen (och deras barn och barnbarn) som evakuerades under andra världskriget, åren 1939-1945. Cirka 70 000 barn skickades från Finland till Sverige.
- En femte mindre grupp för sig utgör de finskspråkiga som kommit till Sverige från Ingermanland och ryska Karelen. Vid slutet av andra världskriget kom ungefär 4 500 flyktingar från Ingermanland till Sverige.[11]

## Sverigefinnarnas spridning
Sverigefinnarna är utspridda i stort sett över hela Sverige. På denna punkt skiljer de sig från finlandssvenskarna, som bor mycket mer koncentrerat, i det så kallade Svenskfinland. Majoriteten av sverigefinnarna är dock bosatta i det mellansvenska industribältet mellan Stockholm och Göteborg över Mälardalen samt på mindre industriorter i Dalarna, Västmanland, Norrbotten och Lappland.
Större sverigefinska grupper finns i bland annat Eskilstuna och Torshälla.

### Personer som talar eller förstår finska eller meänkieli efter lokalradioområden
I listan görs en uppräkning av de lokalradioområden som ligger över riksgenomsnittet på 5,2 % av befolkningen som talar eller förstår i någon mån finska och/eller meänkieli (innan år 2005).
- Norrbottens län 60 000 (27,7%)
- Sjuhärad 12 000 (7,0%)
- Södermanland 16 000 (7,0%)
- Västmanlands län 14 000 (6,5%)
- Stockholms län 102 000 (6,4%)
- Västerbottens län 13 000 (5,7%)
- Dalarnas län 13 000 (5,6%)
- Uppsala län 14 000 (5,6%)
- Gävleborgs län 13 000 (5,3%)

### Sverigefinländare efter kommun
Siffrorna är hämtade från "Ruotsin Suomessa syntynyt väestö" (födda i Finland) 1998 (Korkeasaari & Tarkiainen). De siffror i kursiv stil är från Sverigefinska Riksförbundet där även de sverigefinländare som är födda i Sverige är medräknade. Observera att i tabellen här nedan är också sverigefinlandssvenskarna (cirka 25 procent) medräknade. 
| - Stockholms kommun 22 287 (46 927) (3,1 %) - Göteborgs kommun 9 727 (20 372) (2,1 %) - Södertälje kommun 6 290 (10 722) (7,6 %) - Eskilstuna kommun 6 087 (12 072) (6,9 %) - Västerås kommun 5 320 (11 592) (4,3 %) - Botkyrka kommun 4 618 (8 408) (6,5 %) - Borås kommun 4 460 (9 210) (4,6 %) - Huddinge kommun 3 774 (7 729) (4,7 %) - Haparanda kommun 3 723 (35,1 %) - Uppsala kommun 3 363 (8 838) (1,8 %) - Nacka kommun 3 340 (4,6 %) - Haninge kommun 3 305 (7 015) (5,0 %) - Upplands Väsby kommun 3 014 (8,3 %) - Järfälla kommun 2 850 (4,8 %) - Norrköpings kommun 2 692 (2,2 %) - Umeå kommun 2 366 (2,3 %) - Luleå kommun 2 316 (3,2 %) - Norrtälje kommun 2 125 (4,1 %) - Malmö kommun 1 944 (0,8 %) - Gävle kommun 1 867 (2,1 %) - Sigtuna kommun 1 857 (5,5 %) - Solna kommun 1 838 (3,3 %) - Sundsvalls kommun 1 838 (1,9 %) |  | - Örebro kommun 1 833 (1,5 %) - Köpings kommun 1 786 (7,0 %) - Täby kommun 1 737 (2,9 %) - Tyresö kommun 1 685 (4,5 %) - Trollhättans kommun 1 661 (3,2 %) - Värmdö kommun 1 512 (5,3 %) - Sollentuna kommun 1 511 (2,7 %) - Surahammars kommun 1 399 (13,0 %) - Skövde kommun 1 397 (2,8 %) - Fagersta kommun 1 384 (10,7 %) - Sundbybergs kommun 1 372 (4,2 %) - Borlänge kommun 1 363 (2,8 %) - Kiruna kommun 1 359 (5,4 %) - Hallstahammars kommun 1 354 (8,6 %) - Jönköpings kommun 1 338 (1,2 %) - Enköpings kommun 1 335 (3,7 %) - Karlskoga kommun 1 305 (4,0 %) - Upplands-Bro kommun 1 303 (6,4 %) - Österåkers kommun 1 176 (3,6 %) - Lidingö kommun 1 154 (2,9 %) - Avesta kommun 1 123 (4,8 %) - Håbo kommun 1 114 (6,5 %) - Övertorneå kommun 1 113 (18,7 %) |

## Finskspråkiga svenska media
Av finskspråkiga tidningar finns Haparandabladet, som utkommer på både finska och svenska och Ruotsin Suomalainen, som ges ut en dag i veckan i Stockholm. Till 2005 fanns femdagars-tidningen Ruotsin Sanomat. En nättidning, Ruotsi.se, finns också och i Eskilstuna ges Yks’Kaks i tio nummer under ett år. Ett antal svenska dagstidningar i områden med många finsktalande har en enstaka sidor, eller spalter, med innehåll på finska.
Som sverigefinsk kulturtidskrift utkommer tidningen Liekki.
Sveriges Television sänder det finskspråkiga nyhetsprogrammet Uutiset varje vardag, dessutom visas barnprogrammet Karamelli. Sveriges Radio har både riks- och lokalradiosändningar på FM från Sveriges Radio Finska (Sisuradio).

## Sverigefinnarnas dag
Sverigefinnarnas dag firas på Carl Axel Gottlunds födelsedag, den 24 februari.